# Puchar Króla (2015/2016)
Puchar Króla 2015/2016 – 112. edycja Pucharu Króla. Rozgrywki rozpoczęły się 2 września 2015 i zakończyły się finałem rozgrywanym na Estadio Vicente Calderón w Madrycie 22 maja 2016. W finale spotkały się FC Barcelona i Sevilla FC. FC Barcelona obroniła tytuł z poprzedniego sezonu.

## Zakwalifikowane drużyny
Poniższe drużyny zakwalifikowały się do udziału w Pucharze Króla 2015/2016:
20 drużyn z Primera División (2014/2015):
| - UD Almería - Athletic Bilbao - Atlético Madryt - FC Barcelona - Celta Vigo - Córdoba CF - Deportivo La Coruña - SD Eibar - Elche CF - RCD Espanyol | - Getafe CF - Granada CF - Levante UD - Málaga CF - Rayo Vallecano - Real Madryt - Real Sociedad - Sevilla FC - Valencia CF - Villarreal CF |

20 zespołów z Segunda División (2014/2015) (oprócz (FC Barcelona B, ponieważ jest to drużyna rezerw):
| - Deportivo Alavés - Albacete Balompié - AD Alcorcón - Real Betis - Girona FC - Real Jaén - UD Las Palmas - CD Leganés - UE Llagostera - CD Lugo - RCD Mallorca | - CD Mirandés - CD Numancia - CA Osasuna - SD Ponferradina - Racing Santander - CE Sabadell - Sporting Gijón - Real Valladolid - CD Tenerife - Real Saragossa |

24 zespoły z Segunda División B (2014/2015). Zespoły z pięciu najlepszych miejsc z czterech grup (oprócz drużyn rezerw) oraz pięć drużyn z największą liczbą punktów (nie wliczając drużyn rezerw):
| - Barakaldo - Cádiz CF - Compostela - Cultural Leonesa - Gimnàstic Tarragona - Guijuelo - CD Guadalajara - Hércules CF - SD Huesca - Huracán Valencia - Linense | - Lleida Esportiu - Melilla - Real Murcia - Real Oviedo - Racing Ferrol - Real Unión - CF Reus Deportiu - Tudelano - UCAM Murcia - Logroñés - CF Villanovense |

18 drużyn z Tercera División (2014/15). Zwycięzcy każdej z osiemnastu grup (oprócz drużyn rezerw):
| - Algeciras - Arandina - Ascó - Castellón - Condal - Ebro - Formentera - Jumilla - Laredo | - Linares - Mensajero - Mérida - Peña Sport - Pontevedra - Portugalete - Rayo Majadahonda - Talavera de la Reina - Varea |

## 1/16 finału
Pierwsze mecze rozgrywane były pomiędzy 28 października a 3 grudnia 2015 roku, natomiast rewanże pomiędzy 2 a 17 grudnia 2015 roku.
| Drużyna 1                            | Wynik dwumeczu | Drużyna 2           | Pierwszy mecz | Drugi mecz |
| ------------------------------------ | -------------- | ------------------- | ------------- | ---------- |
| CF Villanovense                      | 1:6            | FC Barcelona        | 0:0           | 1:6        |
| CF Reus Deportiu                     | 1:3            | Atlético Madryt     | 1:2           | 0:1        |
| CD Leganés                           | 2:2 (br. wyj.) | Granada CF          | 2:1           | 0:1        |
| Rayo Vallecano                       | 3:3 (br. wyj.) | Getafe CF           | 2:0           | 1:3        |
| Barakaldo                            | 1:5            | Valencia CF         | 1:3           | 0:2        |
| Logroñés                             | 0:5            | Sevilla FC          | 0:3           | 0:2        |
| UD Almería                           | 1:4            | Celta Vigo          | 1:3           | 0:1        |
| UE Llagostera                        | 2:3            | Deportivo La Coruña | 1:2           | 1:1        |
| Real Betis                           | 5:3            | Sporting Gijón      | 2:0           | 3:3        |
| Cádiz CF                             | 4:3            | Real Madryt         | 1:3           | 3:0 (wo.)* |
| Linense                              | 0:8            | Athletic Bilbao     | 0:2           | 0:6        |
| SD Huesca                            | 3:4            | Villarreal CF       | 3:2           | 0:2        |
| CD Mirandés                          | 3:1            | Málaga CF           | 2:1           | 1:0        |
| Levante UD                           | 1:1            | RCD Espanyol        | 1:1           | 1:2        |
| SD Ponferradina                      | 3:4            | SD Eibar            | 3:0           | 0:4        |
| UD Las Palmas                        | 3:2            | Real Sociedad       | 2:1           | 1:1        |
| Po lewej gospodarz pierwszego meczu. |                |                     |               |            |

* Real Madryt został zdyskwalifikowany z turnieju po wystawieniu nieuprawnionego piłkarza do gry w pierwszym meczu 1/16 finału z Cádiz CF. Związku z tym Cádiz CF automatycznie awansował do następnej rundy.

## 1/8 finału
Pierwsze mecze rozgrywane były 6 i 7 stycznia 2016 roku, natomiast rewanże pomiędzy 12 a 14 stycznia 2016 roku.
| Drużyna 1                            | Wynik dwumeczu | Drużyna 2           | Pierwszy mecz | Drugi mecz |
| ------------------------------------ | -------------- | ------------------- | ------------- | ---------- |
| Athletic Bilbao                      | 4:2            | Villarreal CF       | 3:2           | 1:0        |
| CD Mirandés                          | 4:1            | Deportivo La Coruña | 1:1           | 3:0        |
| Valencia CF                          | 7:0            | Granada CF          | 4:0           | 3:0        |
| Real Betis                           | 0:6            | Sevilla FC          | 0:2           | 0:4        |
| FC Barcelona                         | 6:1            | RCD Espanyol        | 4:1           | 2:0        |
| Rayo Vallecano                       | 1:4            | Atlético Madryt     | 1:1           | 0:3        |
| SD Eibar                             | 4:6            | UD Las Palmas       | 2:3           | 2:3        |
| Cádiz CF                             | 0:5            | Celta Vigo          | 0:3           | 0:2        |
| Po lewej gospodarz pierwszego meczu. |                |                     |               |            |

### Pierwsze mecze
| 6 stycznia 2016 12:00 CET | Athletic Bilbao · Williams 54' · Aduriz 68' · Laporte 81' | 3:2(0:2)Raport | Villarreal CF · 16' Baptistão · 38' García | San Mamés, Bilbao Widzów: 36 599 Sędzia: Carlos Clos Gómez |
|                           |                                                           |                |                                            |                                                            |

| 6 stycznia 2016 16:00 CET | CD Mirandés · Ortiz 25' | 1:1(1:0)Raport | Deportivo La Coruña · 75' Lopo | Estadio Municipal de Anduva, Miranda de Ebro Widzów: 1963 Sędzia: Eduardo Prieto Iglesias |
|                           |                         |                |                                |                                                                                           |

| 6 stycznia 2016 16:00 CET | Valencia CF · Negredo 8', 63' (k.), 83' (k.) · Rodrigo 35' | 4:0(2:0)Raport | Granada CF | Estadio Mestalla, Walencja Widzów: 19 527 Sędzia: Jesús Gil Manzano |
|                           |                                                            |                |            |                                                                     |

| 6 stycznia 2016 18:15 CET | Real Betis | 0:2(0:1)Raport | Sevilla FC · 13' Krohn-Dehli · 49' Krychowiak | Estadio Benito Villamarín, Sewilla Widzów: 36 832 Sędzia: Carlos del Cerro Grande |
|                           |            |                |                                               |                                                                                   |

| 6 stycznia 2016 20:30 CET | FC Barcelona · Messi 13', 44' · Piqué 49' · Neymar 88' | 4:1(2:1)Raport | RCD Espanyol · 9' Caicedo | Camp Nou, Barcelona Widzów: 76 667 Sędzia: Juan Martínez Munuera |
|                           |                                                        |                |                           |                                                                  |

| 6 stycznia 2016 22:05 CET | Rayo Vallecano · Nacho 35' | 1:1(1:0)Raport | Atlético Madryt · 67' Ñíguez | Campo de Fútbol de Vallecas, Madryt Widzów: 5223 Sędzia: Santiago Jaime Latre |
|                           |                            |                |                              |                                                                               |

| 7 stycznia 2016 20:30 CET | SD Eibar · Hajrović 10' · Berjón 20' | 2:3(2:1)Raport | UD Las Palmas · 16' Artiles · 60' Mubarak · 90' Momo | Estadio Municipal de Ipurua, Eibar Widzów: 4536 Sędzia: Alfonso Javier Izquierdo |
|                           |                                      |                |                                                      |                                                                                  |

| 7 stycznia 2016 20:30 CET | Cádiz CF | 0:3(0:1)Raport | Celta Vigo · 25', 79' Guidetti · 58' Jonny | Estadio Ramón de Carranza, Kadyks Widzów: 9204 Sędzia: Alberto Undiano Mallenco |
|                           |          |                |                                            |                                                                                 |

### Rewanże
| 12 stycznia 2016 20:30 CET | Sevilla FC · Reyes 4' · Rami 35' · Gameiro 73' · Kakuta 89' | 4:0(2:0)Raport | Real Betis | Estadio Ramón Sánchez Pizjuán, Sewilla Widzów: 36 812 Sędzia: Antonio Mateu Lahoz |
|                            |                                                             |                |            |                                                                                   |

| 12 stycznia 2016 20:30 CET | Deportivo La Coruña | 0:3(0:1)Raport | CD Mirandés · 41', 71' Provencio · 55' Prats | Estadio Municipal de Riazor, A Coruña Widzów: 11 387 Sędzia: Alejandro Hernández Hernández |
|                            |                     |                |                                              |                                                                                            |

| 13 stycznia 2016 20:30 CET | Celta Vigo · Guidetti 35' (k.) · Dražić 78' | 2:0(1:0)Raport | Cádiz CF | Estadio Balaídos, Vigo Widzów: 5695 Sędzia: José María Martínez |
|                            |                                             |                |          |                                                                 |

| 13 stycznia 2016 20:30 CET | Villarreal CF | 0:1(0:1)Raport | Athletic Bilbao · 21' Williams | El Madrigal, Villarreal Widzów: 14 540 Sędzia: Carlos Velasco Carballo |
|                            |               |                |                                |                                                                        |

| 13 stycznia 2016 21:00 CET | RCD Espanyol | 0:2(0:1)Raport | FC Barcelona · 32', 88' Munir | Estadi Cornellà-El Prat, Barcelona Widzów: 20 843 Sędzia: David Fernández Borbalán |
|                            |              |                |                               |                                                                                    |

| 13 stycznia 2016 21:00 CET | UD Las Palmas · Juncà 43' (sam.) · Momo 59' · Santana 83' | 3:2(2:1)Raport | SD Eibar · 52' Ekiza · 53' Enrich | Estadio de Gran Canaria, Las Palmas Widzów: 13 588 Sędzia: Pedro Jesús Montero |
|                            |                                                           |                |                                   |                                                                                |

| 14 stycznia 2016 20:00 CET | Granada CF | 0:3(0:1)Raport | Valencia CF · 42' Zahibo · 63' Alcácer · 84' (k.) Piatti | Estadio Nuevo Los Cármenes, Grenada Widzów: 9416 Sędzia: Xavier Estrada Fernández |
|                            |            |                |                                                          |                                                                                   |

| 14 stycznia 2016 20:30 CET | Atlético Madryt · Correa 40' · Griezmann 80', 90' | 3:0(1:0)Raport | Rayo Vallecano | Estadio Vicente Calderón, Madryt Widzów: 23 522 Sędzia: José Luis González González |
|                            |                                                   |                |                |                                                                                     |

## 1/4 finału
Pierwsze mecze rozgrywane były 20 i 21 stycznia 2016 roku, natomiast rewanże 27 i 28 stycznia 2016 roku.
| Drużyna 1                            | Wynik dwumeczu | Drużyna 2       | Pierwszy mecz | Drugi mecz |
| ------------------------------------ | -------------- | --------------- | ------------- | ---------- |
| Celta Vigo                           | 3:2            | Atlético Madryt | 0:0           | 3:2        |
| Athletic Bilbao                      | 2:5            | FC Barcelona    | 1:2           | 1:3        |
| Valencia CF                          | 2:1            | UD Las Palmas   | 1:1           | 1:0        |
| Sevilla FC                           | 5:0            | CD Mirandés     | 2:0           | 3:0        |
| Po lewej gospodarz pierwszego meczu. |                |                 |               |            |

### Pierwsze mecze
| 20 stycznia 2016 20:30 CET | Celta Vigo | 0:0(0:0)Raport | Atlético Madryt | Estadio Balaídos, Vigo Widzów: 17 428 Sędzia: Javier Estrada Fernández |
|                            |            |                |                 |                                                                        |

| 20 stycznia 2016 21:00 CET | Athletic Bilbao · Aduriz 89' | 1:2(0:2)Raport | FC Barcelona · 18' Munir · 24' Neymar | San Mamés, Bilbao Widzów: 46 224 Sędzia: José Luis González González |
|                            |                              |                |                                       |                                                                      |

| 21 stycznia 2016 20:00 CET | Valencia CF · Alcácer 61' | 1:1(0:1)Raport | UD Las Palmas · 38' (sam.) Zahibo | Estadio Mestalla, Walencja Widzów: 15 400 Sędzia: Carlos del Cerro Grande |
|                            |                           |                |                                   |                                                                           |

| 21 stycznia 2016 21:00 CET | Sevilla FC · N’Zonzi 20' · Vitolo 90+4' | 2:0(1:0)Raport | CD Mirandés | Estadio Ramón Sánchez Pizjuán, Sewilla Widzów: 25 341 Sędzia: Ricardo de Burgos Bengoetxea |
|                            |                                         |                |             |                                                                                            |

### Rewanże
| 27 stycznia 2016 20:30 CET | Atlético Madryt · Griezmann 29' · Correa 81' | 2:3(1:1)Raport | Celta Vigo · 22', 64' Hernández · 56' Guidetti | Estadio Vicente Calderón, Madryt Widzów: 36 852 Sędzia: Antonio Mateu Lahoz |
|                            |                                              |                |                                                |                                                                             |

| 27 stycznia 2016 21:30 CET | FC Barcelona · Suárez 53' · Piqué 81' · Neymar 90+1' | 3:1(0:1)Raport | Athletic Bilbao · 12' Williams | Camp Nou, Barcelona Widzów: 63 405 Sędzia: Alejandro Hernández Hernández |
|                            |                                                      |                |                                |                                                                          |

| 28 stycznia 2016 20:00 CET | CD Mirandés | 0:3(0:1)Raport | Sevilla FC · 9' (k.) Iborra · 70' Muñoz · 90+2' Coke | Estadio Municipal de Anduva, Miranda de Ebro Widzów: 4426 Sędzia: Iñaki Vicandi Garrido |
|                            |             |                |                                                      |                                                                                         |

| 28 stycznia 2016 21:00 CET | UD Las Palmas | 0:1(0:1)Raport | Valencia CF · 20' Rodrigo | Estadio de Gran Canaria, Las Palmas Widzów: 18 206 Sędzia: David Fernández Borbalán |
|                            |               |                |                           |                                                                                     |

## 1/2 finału
Pierwsze mecze rozgrywane były 3 i 4 lutego 2016 roku, natomiast rewanże 10 i 11 lutego 2016 roku.
| Drużyna 1                            | Wynik dwumeczu | Drużyna 2   | Pierwszy mecz | Drugi mecz |
| ------------------------------------ | -------------- | ----------- | ------------- | ---------- |
| FC Barcelona                         | 8:1            | Valencia CF | 7:0           | 1:1        |
| Sevilla FC                           | 6:2            | Celta Vigo  | 4:0           | 2:2        |
| Po lewej gospodarz pierwszego meczu. |                |             |               |            |

### Pierwsze mecze
| 3 lutego 2016 21:00 CET | FC Barcelona · Suárez 7', 12', 83', 88' · Messi 29', 59', 74' | 7:0(3:0)Raport | Valencia CF | Camp Nou, Barcelona Widzów: 60 635 Sędzia: Ignacio Iglesias Villanueva |
|                         |                                                               |                |             |                                                                        |

| 4 lutego 2016 20:30 CET | Sevilla FC · Rami 45' · Gameiro 60', 62' · Krohn-Dehli 87' | 4:0(1:0)Raport | Celta Vigo | Estadio Ramón Sánchez Pizjuán, Sewilla Widzów: 36 659 Sędzia: Carlos Clos Gómez |
|                         |                                                            |                |            |                                                                                 |

### Rewanże
| 10 lutego 2016 20:00 CET | Valencia CF · Negredo 39' | 1:1(1:0)Raport | FC Barcelona · 84' Kaptoum | Estadio Mestalla, Walencja Widzów: 16 296 Sędzia: Carlos Velasco Carballo |
|                          |                           |                |                            |                                                                           |

| 11 lutego 2016 21:00 CET | Celta Vigo · Aspas 36', 55' | 2:2(1:0)Raport | Sevilla FC · 57' Banega · 87' Konoplanka | Estadio Balaídos, Vigo Widzów: 15 201 Sędzia: Juan Martínez Munuera |
|                          |                             |                |                                          |                                                                     |

## Finał
| 22 maja 2016 21:30 CET | FC Barcelona · Alba 97' · Neymar 120+2' | 2:0 (Dogr.)(0:0)Raport | Sevilla FC | Estadio Vicente Calderón, Madryt Widzów: 54 907 Sędzia: Carlos del Cerro Grande |
|                        |                                         |                        |            |                                                                                 |

| FC Barcelona | Sevilla FC |

|              | 1  | Marc-André ter Stegen |     |      |
|              | 6  | Dani Alves            | 90' |      |
|              | 3  | Gerard Piqué          |     |      |
|              | 14 | Javier Mascherano     | 36' |      |
|              | 18 | Jordi Alba            | 87' | 120' |
|              | 4  | Ivan Rakitić          |     | 46'  |
|              | 5  | Sergio Busquets       |     |      |
|              | 8  | Andrés Iniesta (c)    | 90' |      |
|              | 10 | Lionel Messi          |     |      |
|              | 11 | Neymar                | 89' |      |
|              | 9  | Luis Suárez           |     | 57'  |
| Zmiany:      |    |                       |     |      |
|              | 13 | Claudio Bravo         |     |      |
|              | 7  | Arda Turan            |     |      |
|              | 12 | Rafinha               |     | 57'  |
|              | 17 | Munir El Haddadi      |     |      |
|              | 20 | Sergi Roberto         |     | 120' |
|              | 22 | Aleix Vidal           |     |      |
|              | 24 | Jérémy Mathieu        |     | 46'  |
| Trener:      |    |                       |     |      |
| Luis Enrique |    |                       |     |      |

|            | 1  | Sergio Rico          |        |        |
|            | 25 | Mariano              |        | 80'    |
|            | 6  | Daniel Carriço       | 120+1' | 120+1' |
|            | 3  | Adil Rami            | 73'    |        |
|            | 18 | Sergio Escudero      | 104'   |        |
|            | 4  | Grzegorz Krychowiak  | 92'    |        |
|            | 8  | Vicente Iborra       | 90+5'  | 106'   |
|            | 23 | Coke (c)             |        |        |
|            | 19 | Éver Banega          | 90+2'  |        |
|            | 20 | Vitolo               | 75'    |        |
|            | 9  | Kévin Gameiro        | 114'   |        |
| Zmiany:    |    |                      |        |        |
|            | 31 | David Soria          |        |        |
|            | 10 | José Antonio Reyes   |        |        |
|            | 11 | Juan Muñoz           |        |        |
|            | 14 | Sebastián Cristóforo |        |        |
|            | 21 | Nicolás Pareja       |        |        |
|            | 22 | Jewhen Konoplanka    | 102'   | 80'    |
|            | 24 | Fernando Llorente    |        | 106'   |
| Trener:    |    |                      |        |        |
| Unai Emery |    |                      |        |        |

| Puchar Króla 2015–16 Zwycięzcy |
| ------------------------------ |
| FC Barcelona 28. Tytuł         |

## Strzelcy
| Zawodnik            | Liczba goli | Drużyna         |
| ------------------- | ----------- | --------------- |
| Álvaro Negredo      | 5           | Valencia CF     |
| John Guidetti       | 5           | Celta Vigo      |
| Lionel Messi        | 5           | FC Barcelona    |
| Munir El Haddadi    | 5           | FC Barcelona    |
| Luis Suárez         | 5           | FC Barcelona    |
| Abdón Prats         | 4           | CD Mirandés     |
| Alain Arroyo        | 4           | Barakaldo       |
| Iago Aspas          | 4           | Celta Vigo      |
| Neymar              | 4           | FC Barcelona    |
| José Cutillas       | 3           | CF Villanovense |
| Kévin Gameiro       | 3           | Sevilla FC      |
| Antoine Griezmann   | 3           | Atlético Madryt |
| Michael Krohn-Dehli | 3           | Sevilla FC      |
| Sandro Ramírez      | 3           | FC Barcelona    |
| Iñaki Williams      | 3           | Athletic Bilbao |